# Afonso Saulnier de Pierrelevée
Afonso Saulnier de Pierrelevée (7 de dezembro de 1830) foi um médico brasileiro.

## Biografia
Era filho de Paulo Eulálio Francisco Saulnier de Pierrelevée e sua esposa, Maria Henriqueta Benisaboldo Malagon. Era ainda irmão mais velho do general Carlos Eduardo Saulnier de Pierrelevée.
Formou-se em Letras (1848), em Ciências Físicas e Naturais (1850) e Medicina (1854), todas pela Universidade de Paris. Afonso Saulnier foi o primeiro médico cirurgião do tradicional Hospital Português de São Luís Maranhão. Foi ainda médico cirurgião da Santa Casa de Misericórdia. Foi o primeiro médico cirurgião do Maranhão e um dos primeiros da Região Nordeste do Brasil a implantar uma prótese em membro inferior (perna), em uma escrava de sua propriedade.
Desposou, a 29 de novembro de 1857, a senhora Isabel Maria Bruce Barradas.
Foi membro da Junta Governativa do Estado do Maranhão, encabeçada pelo Comendador Joaquim Teixeira Vieira Belfort, juntamente com o Doutor Antônio Henriques Leal.
Segundo o Museu Virtual Maçônico Paranaense, o Dr. Affonso Saulnier de Pierrelevée foi Delegado do Vale dos Beneditinos, no estado do Maranhão, entre 1869 e 1872.

## Homenagens
Em sua homenagem, a praça situada entre as ruas de Santa e Rita e do Norte, fronteira ao hospital da Santa Casa da Misericórdia, recebeu o seu nome. Atualmente denomina-se Praça da Misericórdia.